# Ворота Святого Галла
Порта Сан-Галло, или Ворота Святого Галла (итал. Porta San Gallo) — памятник архитектуры, часть древней крепостной стены во Флоренции. Находятся на площади Свободы напротив Триумфальной арки.
В средние века это были городские ворота на северной границе города, через которые за день проходило больше всего людей, так, как за ними начиналась дорога на Болонью. Двери и ключи от ворот ныне хранятся в Музее истории города. Надпись в основании постройки датируется 1285 годом и говорит о капитане партии гвельфов Роландино да Каносса. Другая надпись, 1708 года, свидетельствует о прохождении через ворота Фредерика IV, короля Дании, прибывшего в город за девушкой, в которую он влюбился ещё принцем, но та к тому времени уже приняла монашеский постриг. Звали эту девушку Катерина де Пацци. Внешняя сторона ворот украшена изображениями двух львов Мардзокко — символов Флоренции. На внутренней стороне ворот сохранились следы фрески, изображающей Мадонну со святыми.
Сразу за воротами находился монастырь Святого Галла, построенный по проекту архитектора Джулиано Джамберти «да Сангалло». Монастырь был разрушен, наряду со многими другими постройками, чтобы сделать возможной стрельбу из пушек, расположенных на стене города во время осады Флоренции в XVI веке. Некогда во рву у ворот протекал поток Муньоне. В этом месте разворачивается действие известной новеллы о художнике Каландрино из «Декамерона» Боккаччо.